# Wieniec (powiat mogileński)

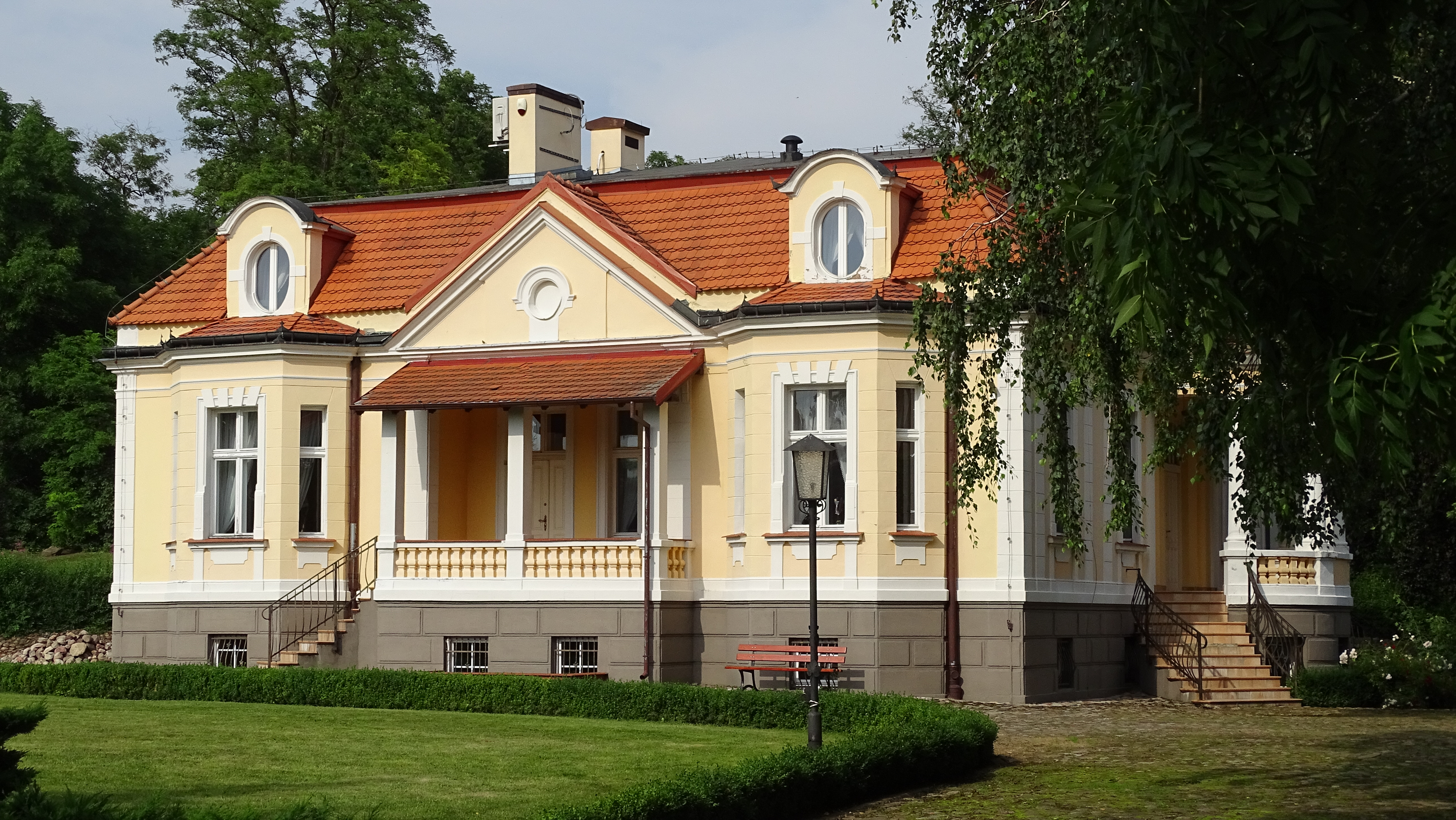
Dwór

Wieniec – wieś w Polsce położona w województwie kujawsko-pomorskim, w powiecie mogileńskim, w gminie Mogilno.

## Podział administracyjny
W latach 1975–1998 miejscowość należała administracyjnie do województwa bydgoskiego.

## Demografia
Według Narodowego Spisu Powszechnego (III 2011 r.) liczyła 197 mieszkańców. Jest 26. co do wielkości miejscowością gminy Mogilno.

## Zabytki
Według rejestru zabytków NID na listę zabytków wpisany jest zespół dworski z przełomu XIX/XX w., nr rej.: 146/A z 15.06.1985: dwór i park.